# ネイサン・クランプトン
ネイサン・クランプトン（Nathan Crumpton、1985年10月9日 - ）は、アメリカ領サモアのスケルトン選手。

## 来歴
ケニアのナイロビ生まれ。父親が外交官として勤めていた先の現地で生まれた。アメリカ人の父親と、中国系とハワイ系の血を引く母親を持ち、生まれながらのアメリカ合衆国国籍である。幼少期をアフリカで過ごした後、オーストラリアへ移住。その後、アメリカ合衆国バージニア州へ移住し、高校を卒業した。
プリンストン大学では、陸上選手として走幅跳と三段跳を専門に活躍した 。その後、スポーツにも取り組み、2014年にはアメリカ合衆国代表としてスケルトン・ワールドカップに初出場した。2016年IBSF世界選手権のスケルトン男子では8位入賞となった。しかし、椎間板ヘルニアを発症し、2018年平昌オリンピックには出場できなくなった。
2019年、クランプトンはアメリカ領サモア代表へ移籍。2020年東京オリンピックに初出場し、陸上競技の男子100mで自己ベストを更新した。これは、アメリカ領サモア史上2番目の記録であった。閉会式では旗手を務めた。
このオリンピックに初出場した半年後、クランプトンは2022年北京オリンピックにも出場し、夏季・冬季の両オリンピックに出場したこととなった。また、アメリカ領サモア代表選手が冬季オリンピックに出場するのはこれが2回目で、1994年リレハンメルオリンピックの初出場以来、実に28年7大会ぶりのことであった。開会式では旗手を務めた。凍える寒さの中、上半身裸でサモアの伝統衣装を纏い入場行進し、注目を浴びた。出場した種目のスケルトン男子では19位という結果を収めた。閉会式にも再び伝統衣装で登場し、旗手を務めた。

## 主な戦績

### スケルトン
| 年   | 大会           | 開催地         | 種目       | 順位 | 記録      | 備考 |
| ---- | -------------- | -------------- | ---------- | ---- | --------- | ---- |
| 2016 | IBSF世界選手権 | インスブルック | スケルトン | 8位  | 3分32秒12 |      |
| 2017 | IBSF世界選手権 | ケーニヒス     | スケルトン | 18位 | 3分28秒53 |      |
| 2020 | IBSF世界選手権 | アルテンベルク | スケルトン | 18位 | 3分49秒61 |      |
| 2021 | IBSF世界選手権 | アルテンベルク | スケルトン | 22位 | 2分56秒26 |      |
| 2022 | オリンピック   | 北京           | スケルトン | 19位 | 4分06秒80 |      |

### 陸上
| 年   | 大会                   | 開催地     | 種目 | 順位         | 記録   | 備考     |
| ---- | ---------------------- | ---------- | ---- | ------------ | ------ | -------- |
| 2021 | オリンピック           | 東京       | 100m | 予備予選敗退 | 11秒27 | 自己記録 |
| 2022 | 世界陸上競技選手権大会 | ユージーン | 100m | 予備予選敗退 | 11秒71 |          |

## 記録
| 種目   | 記録   | 年月日        | 場所         | 備考 |
| ------ | ------ | ------------- | ------------ | ---- |
| 100m   | 11秒27 | 2021年7月31日 | 東京         |      |
| 走幅跳 | 7.15m  | 2007年5月6日  | プリンストン |      |
| 三段跳 | 15.04m | 2008年4月19日 | プリンストン |      |